# Mérinos précoce
Le mérinos précoce est une race ovine française.

## Histoire
C'est une race qui a été développée vers la fin du XIXe siècle par un groupe d'éleveurs des régions Champagne et Bourgogne en France. L'objectif était d'améliorer la taille et la conformation des moutons de Rambouillet.

## Description
C'est une race de grande taille. Il a une tête forte, avec un front bombé et une arcade orbitaire effacée. Son nez et ses lèvres sont épais. Son chanfrein est droit ou légèrement busqué avec une section transversale arrondie. Les béliers sont ou non pourvus de cornes. Les cornes, quand elles existent, sont enroulées en spirale moyennement serrée. Leur section est un triangle équilatéral.
Les oreilles sont grandes, épaisses, plantées horizontalement. L'encolure est courte, la nuque large et le dos et les reins droits. Les côtes sont rondes. Le corps est ample et profond. Il a des aplombs réguliers, de bons gigots et de bonnes épaules. La toison est blanche et très étendue. Les muqueuses ne sont pas pigmentées.
Le bout du nez, les oreilles, et le bas des pattes sont recouverts de duvet doux et soyeux.

## Diffusion
Cette race est élevée dans trois régions: la Champagne, le Châtillonnais et le Soissonnais.